# Банту језици
Банту је породица језика која припада нигер-конгоанској групи. Банту језици се говоре у Камеруну, Екваторијалној Гвинеји, Габону, Конгу, Демократској Републици Коного, Централноафричкој Републици, Уганди, Руанди, Бурундију, Кенији, Танзанији, Анголи, Замбији, Малавију, Мозамбику, Зимбабвеу, Намибији, Боцвани, Лесоту, Свазиленду и Јужноафричкој Републици. Ова породица језика је најраспрострањенија у Африци. Преко 200 милиона људи говори банту језике. Ова група обухвата преко 500 језика међу којима дванаест има више од пет милиона говорника.
Реч банту за ову групу језика је први пут употребљена у 19. веку, а значење јој је „људи”. Заједничка карактеристика банту језика је да се за човека употребљава основ -нту или -ту, док је ба- префикс за множину, тако да ба-нту заједно има значење људи.

## Класификација
Зоне у банту језичкој групи које је одредио лингвиста Малколм Гатри (Malcolm Guthrie) су представљене на карти с десне стране. У следећем списку су према Гатријевој класификацији наведени најзначајнији језици у оквиру сваке зоне и број говорника у милионима:
Северозападни банту језици:
- A - Дуала (1), Бети (2), Фанг (1)
- B - Нџеби, Теке, Пуну, Кота
- C - Лингала (10)

Централни банту језици:
- D - Комо, Лега-Шабунда, Мболе, Ленгола, Бембе
- E - Кикују (6), Камба (4), Гуси (2), Ромбо (1,5), Меру (1,7)
- F - Сукума (5), Њамвези (1), Мамбве
- G - Свахили (35)
- H - Киконго (6), Кимбунду (3)
- J - Кирудни (15), Луганда (10), Сога (2), Чига (1,5), Руњанкоре (1,5)
- K - Чокве (1), Лунда
- L - Чилуба (6), Килуба (1,5), Каонде
- M - Бемба (4)
- N - Чичева (9), Тумбука (2), Њанџа (9)
- P - Јао (2), Маконде (1,3), Макува (2), Ломве (1,5)
- R - Умбунду (4), Ндонга (1), Њанека

Јужни банту језици:
- S - Зулу (9), Хоза (4), Сото (3,5), Цвана (3), Ндебеле (1), Тонга (1), Свази, Цонга, Цва, Венда, Шона (7)